# Ботик ван де Зандсхулп
Ботик ван де Зандсхулп (хол. Botic van de Zandschulp; рођен 4. октобра 1995) је холандски тенисер.

## Каријера
Био је светски број 22 у синглу на АТП листи, то је постигао 29. августа 2022. Најбољу позицију у каријери у конкуренцији парова, постигао је 22. маја 2023. када је био 60 на свету. Освојио је једну АТП Челенџер титулу појединачно у Хамбургу и једну АТП Челенџер титулу у дублу у Алфену.
Ван де Зандсхулпов највећи продор на гренд слем турнирима догодио се на УС Опену 2021. када је постао трећи квалификант у историји УС Опена који је стигао до четвртфинала турнира (после Николаса Ескудеа 1999. и Жила Милера 2008), остварио је победе против носиоца Каспера Руда и Дијега Шварцмана. Такође је био трећи тенисер који је ушао у главни жреб сва четири главна такмичења кроз квалификације у једној години, други су били Елијас Имер 2015. и Френк Данчевић 2011. године. Године 2022. Ван де Зандшулп је стигао до свог првог финала на АТП туру и то у Минхену на Баварском међународном тениском првенству.

## АТП финала

### Појединачно: 2 (0:2)
| Легенда                        |
| ------------------------------ |
| Гренд слем турнири (0:0)       |
| Завршно првенство сезоне (0:0) |
| АТП мастерс 1000 (0:0)         |
| АТП 500 (0:0)                  |
| АТП 250 (0:2)                  |

| Финала по подлози |
| ----------------- |
| Тврда (0:0)       |
| Шљака (0:2)       |
| Трава (0:0)       |

| Финала по локацији |
| ------------------ |
| Отворено (0:2)     |
| Дворана (0:0)      |

| Исход     | Бр. | Датум           | Турнир          | Подлога | Противник   | Резултат           |
| --------- | --- | --------------- | --------------- | ------- | ----------- | ------------------ |
| Финалиста | 1.  | 1. мај 2022.    | Минхен, Немачка | Шљака   | Холгер Руне | 4:3, предаја       |
| Финалиста | 2.  | 23. април 2023. | Минхен, Немачка | Шљака   | Холгер Руне | 4:6, 6:1, 6:7(3:7) |